# 八剣神社 (柳川市)
八剣神社（やつるぎじんじゃ）は福岡県柳川市大和町中島東上町に鎮座する神社。

## 祭神
素盞嗚命を祀る。

## 由緒
明治時代の神仏分離令以前の旧称は本町祇園宮。天保14年（1843年頃）創建。
中島祇園祭りはかつて旧暦6月15日に行われたが、現在は7月第4土曜日に行われる。